# Skorzynice

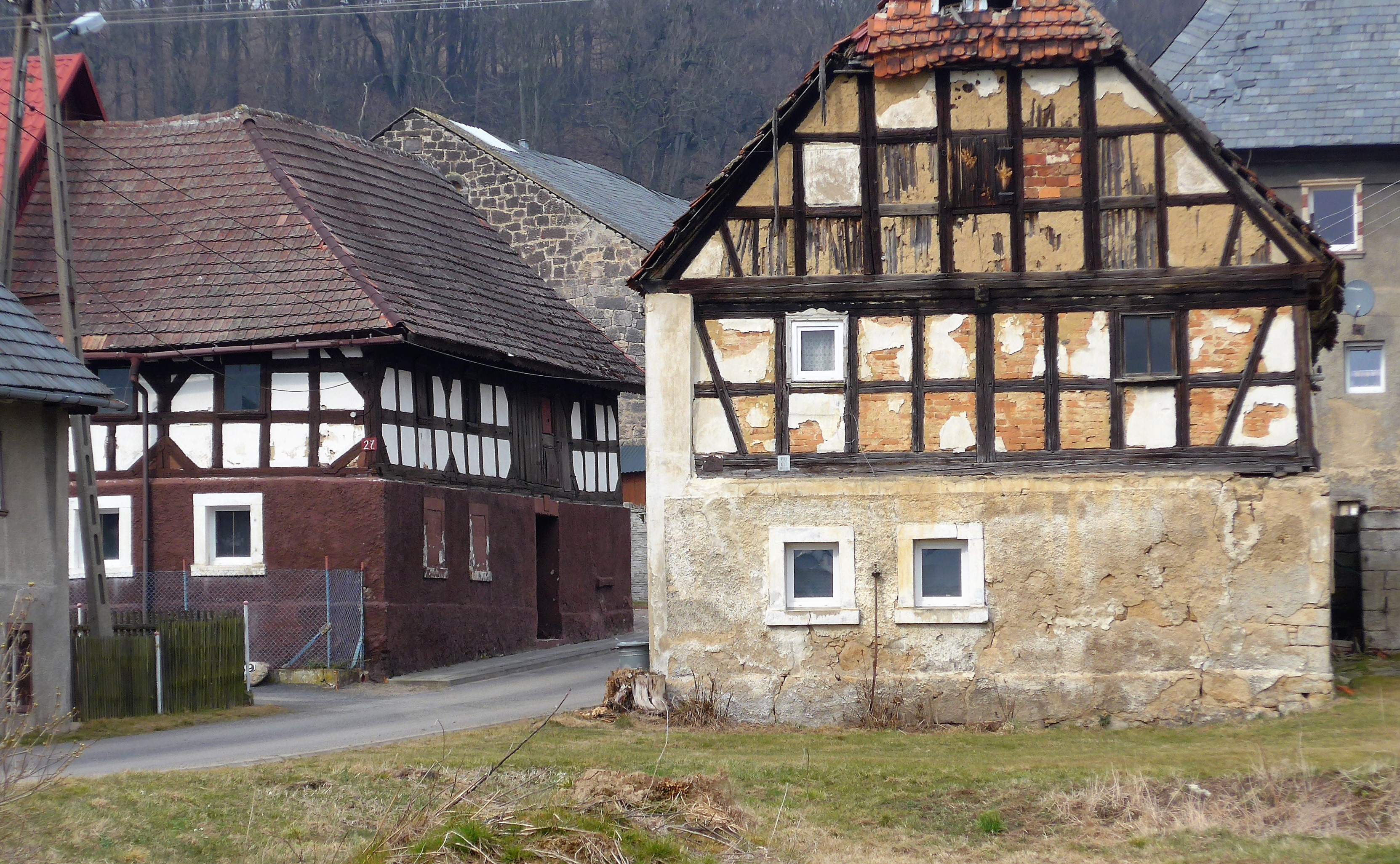
Altes Siedlungsgehöft in Hartliebsdorf (Skorzynice)

Skorzynice (deutsch Hartliebsdorf) ist ein Ort in der Stadt- und Landgemeinde Lwówek Śląski im Powiat Lwówecki der Woiwodschaft Niederschlesien in Polen.

## Lage
Skorzynice liegt ca. sieben Kilometer östlich von Lwówek Śląski (Löwenberg in Schlesien) und 96 Kilometer westlich von Breslau. Nachbarorte sind Zbylutow (Deutmannsdorf) im Westen, Nowa Wieś Grodziska (Neudorf am Gröditzberge) im Osten, Sędzimirów (Wilhelmsdorf) im Nordosten und Bielanka (Lauterseiffen) im Süden. 

## Geschichte
Anfang des 13. Jahrhunderts begann unter Herzog Heinrich I. die Ansiedelung mit deutschen Siedlern. Am 27. September 1223 schenkte er Hartliebsdorf dem Zisterzienserinnen des Klosters Trebnitz.
Im Jahre 1348 fiel Hartliebsdorf der Krone Böhmen zu, wodurch es Teil des Heiligen Römischen Reichs wurde. 1445 gehörte der Hartliebsdorfer Schultheiß zu den Hof-Scheppen in Löwenberg. 1525 wurde die Reformation eingeführt. 1526 fiel Böhmen an die Habsburger, die in ihrer Eigenschaft als Könige von Böhmen über Schlesien und somit auch über Hartliebsdorf herrschten. 1567 starben in Hartliebsdorf an der Pest eine große Anzahl Einwohner.
In den Schlesischen Kriegen hatte der Ort viel unter den ständigen Einquartierungen zu leiden, die Preußen, Russen und Österreicher ins Dorf brachten. Nach dem Ersten Schlesischen Krieg 1742 fiel Hartliebsdorf zusammen mit dem größten Teil Schlesiens an Preußen. Die alten Verwaltungsstrukturen wurden aufgelöst und Hartliebsdorf in den Landkreis Löwenberg eingegliedert, mit dem es bis zu seiner Auflösung 1945 verbunden blieb. Während der Befreiungskriege lagen Franzosen, Russen und Preußen im Quartier. Ab 1815 gehörte Hartliebersdorf zur Provinz Schlesien. 
1873 erfolgte die Zweiteilung des zu groß gewordenen Pfarrbezirks. Görlitz bildete nun mit Bunzlau, Lorenzdorf, Löwenberg und Hartliebsdorf eine Parochie, die 1903 Körperschaft des Öffentlichen Rechtes wurde. Am 28. Februar 1874 wurde der Amtsbezirk Deutmannsdorf aus den Landgemeinden Deutmannsdorf, Hartliebsdorf und Lauterseiffen (3 Gemeinden) gebildet. Seit 1945 gehört der Ort zu Polen und wurde von Hartliebsdorf in Skorzynice umbenannt.

## Baudenkmäler
In das polnische Denkmalsregister sind eingetragen:
- Das Wohn- und Wirtschaftshaus Nr. 5, Fachwerk, von 1863

- Das Gehöft Nr. 26, bestehend aus Wohn- und Wirtschaftsgebäude (Backstein und Fachwerk vom Ende des 18. Jahrhunderts, 1827, und Anfang 20. Jahrhundert) sowie die Scheune (Backstein und Fachwerk, von 1791 sowie 19./20. Jahrhundert)